# Territoire du Nouveau-Mexique
1850–1912
Entités précédentes :
- Cession mexicaine
- Texas

Entités suivantes :
- Arizona confédéré (1861)
- Territoire du Colorado (1863)
- Nouveau-Mexique

Le territoire du Nouveau-Mexique (en anglais : New Mexico Territory) devint un territoire organisé des États-Unis le 9 septembre 1850 et il exista jusqu'à ce que le Nouveau-Mexique devienne le 47e État américain le 6 janvier 1912.
La partie occidentale du territoire faisait partie de la Cession mexicaine, obtenue au traité de Guadalupe Hidalgo en 1848 (à laquelle on retira la zone côtière pour former l'État de Californie). Tandis que la partie orientale (du Río Grande jusqu'à la frontière actuelle avec le Texas, fixée au 103e méridien ouest) avait été ajoutée comme conséquence du compromis de 1850, effaçant aussi les dettes de l'État texan. La frontière nord qui le séparait du territoire de l'Utah créé au même moment que lui, fut fixée au niveau du 37e parallèle nord jusqu'au Continental Divide, puis 37e au-delà avec l'ancien territoire du Missouri. 

L'achat Gadsden de 1853.

L'achat Gadsden de 1853 ajouta une petite bande au territoire dans la partie la plus méridionale des États actuels de l'Arizona et du Nouveau-Mexique.

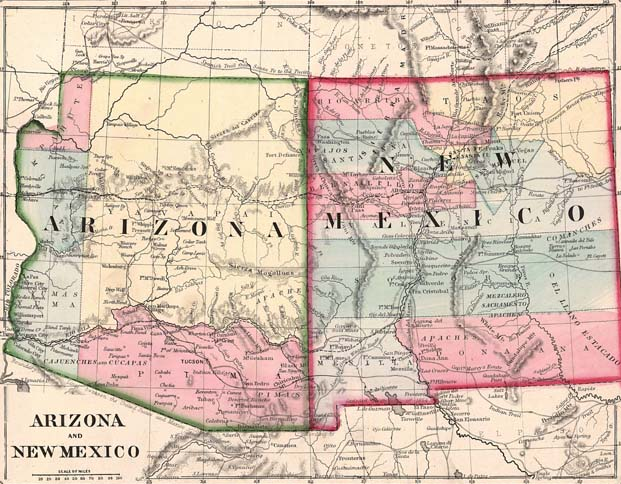
Carte des territoires de l'Arizona et du Nouveau-Mexique.

Mais la création du territoire du Colorado le 28 février 1861, modifia la frontière septentrionale en la descendant au 37e parallèle nord.
Puis, la constitution du territoire de l'Arizona le 24 février 1863 amputant le territoire de sa partie à l'ouest du 109e méridien ouest, laissa le Nouveau-Mexique dans ses frontières actuelles.
Pendant la guerre de Sécession (1861-1865), la route vers la Californie passait par le Nouveau-Mexique et l'Arizona. Ces territoires étaient disputés entre nordistes et sudistes, ainsi les colons de la bande de Gadsden avaient massivement rejoint les États confédérés, créant le territoire de l'Arizona confédéré qui fut la première incarnation américaine de l'Arizona. La bataille de Glorieta Pass, surnommée la « Gettysburg de l'ouest », remportée par les troupes de l'Union mit fin à son existence.